# 石山貴也
石山 貴也（いしやま たかなり、1975年 - ）は、日本のゲームクリエイター。東京都出身。スクウェア・エニックス所属。

## 概要
サウンドデザイナーとしてコナミコンピュータエンタテインメントジャパンに勤務。そのうちに企画職もやりたいと考えるようになりコナミを退社後2000年にゲームプランナーとして元気に入社。2005年2月に元気モバイル独立にあたり同社に移籍。携帯電話用アプリケーションソフトの企画開発を行う。代表作は『探偵・癸生川凌介事件譚』シリーズで、携帯アプリのみならずニンテンドーDS用ソフトとしても展開。同シリーズのシナリオはゲームの主人公である生王正生（いくるみ まさお）名義で発表し、作中でもゲームシナリオライターという設定で登場させるという現実と架空の混在を狙った作風は、推理小説ではエラリー・クイーンなどで知られているが、アドベンチャーゲームでは珍しい。独自のノリを持つ個性的な登場人物たちによる軽妙なやりとりの中にも、深い人間性や社会性を描くタッチが特徴。ただしそのクセの強さと、時として現れる強引なストーリー展開ゆえ、評価には賛否がある。また、サウンドデザイナーとしての経歴を生かし、同シリーズの音楽も自身で担当している（DS版新規の音楽は三留一純と光田康典が担当）。2005年に同社を退社し、スクウェア・エニックスへ移籍。『ドラゴンクエストX 目覚めし五つの種族 オンライン』サービス開始前までシステム周りのメッセージテキストなどを担当後、『スクールガールストライカーズ』を立ち上げた。

## 手がけた作品
- メタルギアソリッド（サウンド）
- ときめきメモリアルドラマシリーズ（サウンド）
- 首都高バトル0（企画）
- 携帯電話コンテンツ（企画、ゲームデザイン、サウンド）
- 探偵・癸生川凌介事件譚シリーズ（企画、監督、脚本、サウンド）
- ファイナルファンタジーXII レヴァナント・ウイング（Coディレクション、シナリオ、イベント）
- ブラッド オブ バハムート（ディレクター）
- ドラゴンクエストX 目覚めし五つの種族 オンライン（Ver.1ライブプランナーチーフ）
- スクールガールストライカーズ（ディレクター、シナリオ、スクリプト）
- スクールガールストライカーズ Animation Channel（脚本）[2]
- パラノマサイト FILE23 本所七不思議（ディレクター、シナリオ）[3]